# Ichneumon feralis
Ichneumon feralis là một loài tò vò trong họ Ichneumonidae.